# David Langton
David Muir Langton (Glasgow, 16 april 1912  - Stratford-upon-Avon, 25 april 1994) was een Brits acteur die het best bekend is door zijn rol als Richard Bellamy in de Britse serie Upstairs, Downstairs.  

## Biografie
David Langton werd als Basil Muir Langton-Dodds geboren in een middenklassefamilie. Zijn vader was een wijnhandelaar en Langtons familie verhuisde naar Engeland toen hij vier jaar oud was. Hij ging op school in Bath (Somerset) en verliet de school op zestienjarige leeftijd. Langtons vader moedigde hem aan om te gaan acteren en zijn eerste baan, toeren met een klein Shakespeare-gezelschap, had hij aan zijn vader te danken.
19 jaar oud, verliet Langton  het theater en ging wonen in Yell, een afgelegen eiland van de Shetlands en werd daar schapenboer. Later gaf hij toe dat dit een ramp was,  en toen hij terugging naar het vasteland toen zijn moeder ziek was, besefte hij dat hij daar niet wilde terugkeren. 
In 1938 was Langton weer fulltime in het theater.  Het was in deze tijd dat hij zijn naam veranderde in David Langton, want er was al een acteur genaamd Basil Langton, en zijn wettelijke naam was David Muir Langton.
Toen in 1939 de oorlog uitbrak werd Langton snel aangeworven. Hij diende het eerst bij de Royal Artillery, eindigde daar als sergeant en later ging hij over naar de Northumberland Hussars. Langton diende in Frankrijk, Duitsland en België.
Hij trouwde in 1940 met zijn eerste vrouw Rosemary. Toen de oorlog voorbij was, realiseerden ze zich dat het huwelijk een vergissing was geweest, maar zij bleven bij elkaar ter wille van hun drie zoons, Simon, Andrew en Robin. De oudste, Simon, een regisseur, zou later samen met zijn vader op de set van Upstairs, Downstairs aanwezig zijn. Langton scheidde in 1966.
Binnen vier dagen na het verlaten van het leger na het einde van de oorlog, kreeg Langton een rol in een toneelstuk genaamd Fifty Fifty en in 1950, na een aantal periodes van werkloosheid, kreeg hij een rol in Seagulls over Sorrento. Na de dood van zijn vader werd Langton vermist en dook op in New York, waar hij op weg was naar zijn broer Donald in Canada. Hij verklaarde later dat hij een pauze nodig had, en al snel keerde hij terug naar Seagulls Over Sorrento in 1953. Na Seagulls Over Sorrento, acteerde hij in een aantal toneelstukken, waaronder Agatha Christies Rule of Three en The Devil's Disciple, waar hij Tyrone Power ontmoette en vriendschap met hem sloot.
David Langton begon zijn televisiecarrière in de jaren 50 en trad op in de jaren 60 in The Troubleshooters, Out of the Unknown, The Avengers, The Champions, Dr Finlay's Casebook en Special Branch.  Hij trad ook op in A Hard Day's Night en The Liquidator. 
In 1968 koos regisseur Douglas Camfield  Langton voor de rol van Kolonel (later Brigadier) Lethbridge-Stewart in de Dr Who-serie The Web of Fear.
Uiteindelijk behaalde Langton internationale faam in 1971 met het spelen van de rol als familiepatriarch Richard Bellamy in de populaire afleveringen van een serie Upstairs, Downstairs. Hij kreeg de rol na een toevallige ontmoeting met producer John Whitney in de Garrick Club in Londen. 
Na het succes van Upstairs, Downstairs, speelde Langton in de film The Incredible Sarah. In de jaren 80, verscheen hij op televisie in The Spoils of War, en hij speelde Earl Mountbatten van Birma in Charles & Diana: A Royal Love Story en HH Asquith in Number 10. Zijn laatste televisieoptreden was in The Case-Book of Sherlock Holmes en Absolutely in 1991, en The Good Guys in 1992. 
In mei 1975 huwde Langton zijn tweede vrouw, Claire Green, de voormalige echtgenote van televisiepresentator Hughie Green. In 1994 kreeg hij een fatale hartaanval en stierf in Stratford-upon-Avon. Op de daaropvolgende rouwbrieven stond dat hij niet 82, maar 72 jaar was geworden, kennelijk een drukfout. De nabestaanden brachten hulde aan een populair and easy going man die zich always behaved like a gentleman.